# Pravo svojine
Pravo svojine je stvarno pravo (lat. dominium, proprietas, što znači „svojina” ili engl. property, što znači „imovina, vlasništvo, svojina") se definiše kao najviša pravna i faktička vlast na određenoj stvari, koja omogućava neograničeno korištenje titularu prava u skladu sa propisanim granicama u pozitivnom zakonodavstvu, čime se obezbeđuje zaštita od zloupotrebe prava i nanošenja štete drugim subjektima prava. Takođe, srodni instituti pravu svojine su susvojina, zajednička svojina i etažna svojina, ali nisu isto i ne mogu se upotrebljavati kao sinonimna značenja. Pravo svojine je dugo vremena kroz istoriju bilo prvoklasno pitanje, pre svega pravne teorije, a zatim politike i ekonomije. Jer, monopol svojine je osnova mnogih monopola u društvu, posebno monopola vlasti. Pravo svojine i „državina“ nisu isti pojmovi i ne označavaju istu pojavu. Razlika između državine i prava svojine, pre svega, ogleda se u tome što je državina samo faktičko stanje, a ne pravo. Za bolje razumevanje ove problematike može se navesti sledeći primer: kada lopov ukrade iz trgovine bicikl, on je tada stekao samo državinu na biciklu, ali ne i pravo svojine. Kada odemo u trgovinu i platimo cenu bicikla i trgovac nam preda bicikl mi tada stičemo i državinu nad biciklom (faktičko stanje), a stičemo i pravo svojine. Preciznije, onaj ko ima pravo svojine na stvari stekao je ga na osnovu punovažnog pravnog osnova za sticanje svojine, a lopov recimo, ne.

## Institut prava svojine u opštoj istoriji
Razvoj instituta prava svojine može da se posmatra od starog veka preko srednjeg veka od novog veka.

#### Stari vek
Stari vek je period u istoriji koji datira od početka 4. milenijuma prije naše ere, a završava se propašću Zapadnog rimskog carstva 476. godine. Postojanje velikog broja robova u državama ovog doba, a koji su činili osnovicu proizvodnog sistema, navelo je neke istoričare da ovaj period nazovu „ robovlasništvom". Robovi se nisu smatrali ljudskim bićima, nego stvarima u pravnom smislu reči. Gospodar je nad njima imao pravo života i smrti (лат. ius vitaes necis). Robovi su tretirani kao stvar, a ne kao subjekt prava, rimski pisac Varon robove je označio „stvarima koje govore" (лат. instrumentum vocale). Dakle, određene kategorije ljudi, bili su predmet prava svojine.
U Egiptu pravo vrhovnog vlasnike sve zemlje imao je faraon. U praksi bi se moglo razlikovati nekoliko oblika svojine. Imovina data hramovima prvobitno je smatrana pravom svojine šire društvene zajednice, ali vremenom je došla do izražaja tendencija sveštenika da imovinu prisvoje za sebe. Određenu imovinu faraonovi činovnici dobijaju „na uživanje", u državinu, ali ne i u svojinu. Nad neobrađenom zemljom i građevinskom zemljom moglo postojati puno privatno pravo svojine
Vladar u Vavilonu, teoretski, bio je vlasnik sve zemlje i mogao ju je oduzeti kada bi poželio. Međutim, u praksi su razvili pravi oblici prava svojine, o tome svedoče mnogobrojni ugovori o kupoprodaji. Starim Vaviloncima nije bio poznat apstraktni pojam svojine, za kakav su docnije znali Rimljani, pa stoga nisu umjeli da naprave razliku između prava svojine i državine. Poseban institut vavilonskog prava bio je ilkum
, tj. zemljišna parcela koju je vojnik dobijao na upotrebu dok vrši vojne dužnosti. Ukoliko bi vojnik zanemario svoje vojne dužnosti ona bi mu bila oduzeta. Sin vojnika može naslediti ilkum pod istim uslovima pod kojim ga je dobio njegov otac. Majka maloljetnog sina poginulog vojnika može zadržati jednu trećinu imovine. Iz vremena kasitske vladavine ostao je sačuvan institut kuduru

, a sama reč znači „granica“ ili „međa". To je bila preteča zemljišnih knjiga, jer su se ti kameni stubovi bili postavljani na granice između parcela zemljišta, a na kojima su bila zapisana prava titulara prava. Kopija tih stubova čuvana je u hramovima.
U antičkoj Atini i Sparti smatrali su da čovek pripada zajednici, duhovni i imovinski. Zato je arhont svaki put kada zauzima funkciju obećavao građanima da će čuvati njihovu imovinu. Smatrali su da je privatno vlasništvo ustupak koji zajednica čini pojedincu. Atinjani su imali termin ousia, a koji je označavao skup stvari koje neko ima. Privatni posed zemlje nazivao se kleros što je u prevodu značilo „kocka“, taj naziv je posledica starog običaja da se zemlja deli kockom, žrebom.

#### Srednji vek
Srednji vek karakteriše feudalna svojina. Kralj bi obično dodelio određene zemlje na korištenje nekom plemiću, koji bi time postajao kraljev vazal i dugovao vazalsku vernost (da mu daje određene dažbine, poreze i da ide sa njime u rat). Ne poštovanje svojih obaveza prema kralju značilo je počiniti krivično delo  feudalne nevere, što bi sa sobom povlačilo oduzimanje dodeljenog poseda. Kada dobije posed (feud) vazal svoju teritoriju dalje daje u držanje kmetovima - koji su dužni da njemu daju dažbine i idu sa njim u vojne pohode kao njegovi vojnici. Kod ovog modela svojine ne pravi se razlika između najviše vlasti suvereniteta (koji danas pripada državama) i prava svojine, ova dva pojma su pomešana. U ovakom modelu svojine koja se naziva „feudalnom“, a titular „feudalac“, postoje podeljena ovlašćenja.
Svojinsko prava ovlašćenja nisu koncentrisana u rukama jednog čoveka, nego su ona podeljena između više ljudi, ali između njih ne nastaje pravo zajedničke svojine. Prvo svojinsko-pravno ovlašćenje je vrhovno pravo svojine vladara (лат. dominium eminens) jer se smatralo da je on sopstvenik cele državne teritorije. Drugo svojinsko-pravno ovlašćenje je feudalčevo koji ima pravo državine prava feudalca koji raspolaže pravima (feudalnom rentom) u odnosu na one koji su njemu potčinjeni (kmetovi) - (лат. dominium directum). I treće svojinsko-pravno ovlašćenje neposredna državina određene zemljišne parcele koja je u rukama seljaka (kmeta) i koji sa nje ubire plodove uz davanje dažbina feudalcu - zato se njegovo pravo naziva opterećenim(лат. dominium utile).

#### Novi vek
Posle revolucija uspostavlja se buržoasko pravo. Dominantan oblik instituta prava svojine u revolucionarnom zakonodavstvu je privatna svojina. Za razliku od feudalnog prava svojine gdje su svojinsko-pravna ovlašćenja raspodijeljena između više titulara prava, sada su ona skoncentrisanaa u rukama jednog čoveka i sastoje se od mogućnosti da se predmetom prava svojine: koristi, ubire plodove, raspolaže. Smatralo se da je privatna svojina sveti i neotuđivo pravo svakog čoveka, te je sticanje ovog prava i raspolaganje njime bilo praktično neograničeno. Svojina se mogla steći i na pokretnim, i nepokretnim stvarima. Kada se govori o nepokretnim stvarima, uvedene su određene formalnosti kao dokazne procedure, koje svedoče ko je titular prava svojine na nepokretnosti. U razvijenim zemljama to su bile zemljišne knjige koje su se sastojale iz tri dela: list A koje je sadržavao topografske podatke o parceli i podatke o površini nepokretnosti; list B sadržavao je podatke o vlasniku parcele; list C koji je sadržavao podatke o založnim teretima na nepokretnosti (hipoteka i sl).

## Model instituta prava svojine u rimskom pravu
Iako rimski pravnici nisu ostavili potpunu definiciju prava svojine oni su ga posmatrali kao 1) potpunu i 2) isključivu vlast na telesnoj stvari, koju svi drugi u društvu moraju poštovati. Rimski pravnici posebno su voljeli da naglašavaju da je „pravna vlast" dio prava svojine, jer pod tim se podrazumeva ovlašćenje titulara prava svojine da na osnovu vlasničke tužbe (od lat. reči rei vindicatio) onda kada nema posed stvari da traži da mu se ista isporuči. Kasnije je srednjovekovna pravna nauka i pandektisti, a na osnovu mišljenja starih rimskih pravnika, došli do tri konstitutivna elementa prava svojine: usus, fructus i abusus.
-Usus}- (od latinske reč koja znači „upotreba", „korištenje", a ima koren u lat. reči uti, u prevodu „koristiti se" ili „upotrebljavati") je ovlašćenje vlasnika da stvar može koristiti na uobičajen način, da može stanovati u zgradi, obrađivati njivu, koristiti vola za prevoz i sl.
-Fructus}- (latinske reč koja u prevodu znači „plod", „korist", ili „prihod" od neke stvari) je ovlašćenje titulara da ubira plodova od stvari prirodne ili civilne. Prirodni plodovi su usev sa njive, plod drveta jabuke, dok su civilni zakupnina od stana, rente i sl.
-Abuses}- (od latinske reči ab koja u ovom slučaju ima negativno značenje u prevodu,od" u smislu nekog odvajanja, i usus u smislu upotrebe) pod kojim se podrazumevalo da titular prava ima ovlašćenje raspolaganja sa stvari u smislu otuđenja, pa i uništenja.

## Savremena koncepcija instituta prava svojine

### Sticanje prava svojine
U pravnoj nauci načini sticanja prava svojine se dele na: originarne i derivativne. Zakoni ne razlikuju ovakav način sticanja svojine, nego on ih deli na sticanje po osnovu zakona(stvaranjem nove stvari, spajanjem, mešanjem, građenjem na tuđem zemljištu, odvajanjem plodova, održajem, sticanjem svojine od nevlasnika, okupacijom, sijanjem i sađenjem na tuđem zemljištu, nalaza izgubljene stvari, nalaza skrivenog blaga); po osnovu odluke državnog organa i po osnovu nasleđivanja.
Kada se govori o podeli načina sticanja prava svojine na originarne i derivativne, osnovni kriterijum je taj da li svoje pravo izvodimo iz nečijeg tuđeg prava - ako da - onda je reč o derivativnom (izvedenom) sticanju prava svojine. Tako bi izvedeno sticanje prava svojine bilo kada kupimo od nekog automobil, ili kada nam neko pokloni bicikl. Originarno ili izvorno sticanje prava svojine nad nekom stvari je kada to pravo svojine ne izvodimo iz ničijeg prava. Recimo, pronalazak izgubljenog blaga je originaran način sticanja prava svojine.

### Sadržaj prava svojine
Titular prava svojine na nekoj stvari ima sledeća ovlašćenja:
- Ovlašćenje držanja stvari je ovlašćenje da se titular ima faktičku vlast nad predmetom. Ovo ovlašćenje može imati i nevlasnik (državina stvari).
- Ovlašćenje korišćenja daje mogućnost titularu da stvar koristi u skladu sa svojim potrebama npr. da ubire plodove koje ona donosi i sl.
- Ovlašćenje raspolaganja sa predmetom prava svojine daje mogućnost titularu da njome raspolaže faktički ili pravno. Faktičko raspolaganje se ispoljava preduzetim materijalnim aktima, ali tako da se povodom stvari ne zasniva neki pravni odnos (npr. popravka krova na kući). Dok je pravno raspolaganje zaključivanje pravnih poslova koji za predmet imaju stvar, npr. zaključen kupoprodajni ugovor kojim se prenosi pravo svojine nad kućom.

### Obeležja prava svojine
Obeležja prava svojine su:
- Apsolutnost prava svojine znači da ono deluje prema svima. Shodno tome, vlasnik je ovlašćen da zahteva od bilo koga drugog da mu vrati stvar koja je predmet njegovog prava svojine ako se kod njega nađe bez pravnog osnova (ovlašćenje sledovanja).
- Jedinstveno je jer je vezano za jednog subjekta, ako pravo svojine nad nekom stvari jednovremeno ima više lica (u slučaju susvojine i zajedničke svojine), tada se ti suvlasnici promatraju kao „jedno lice".
- Jednovrsno je zato što se ovlašćenja iz prava svojine ne mogu deliti između različitih subjekata kao što je to bilo poznato u feudalizmu.
- Rekadentntnost prava svojine znači znači da se pravo svojine vraća ponovo u puni opseg kada tereti koji su na njemu postojali prestanu (hipoteka, službenost itd.).
- Nezavisnost je obeležje prava svojine koje znači titular prava samostalno ostvaruje ovlašćenja iz prava svojine. Sadržaj prava svojine neposredno određuje zakon.
- Nezastarivost zato što se na pravo svojine ne može primeniti institut zastarevanja.

### Ograničenje prava svojine
Iako se za pravo sojine kaže da je ono „neograničeno i apsolutno" ipak postoje određeni izuzeci i to:zabrana zloupotrebe prava svojine, susedsko pravo (imisije, odnosi između vlasnika graničnih nepokretnosti, pravo upotrebe susedske nepokretnosti, pravo nužnog prolaza), ograničenje prava svojine u društvenom interesu (zakonsko pravo preče kupovine i sl.)

### Zaštita prava svojine
Svako lice dužno je da se suzdržava od povrede tuđeg prava svojine, međutim u praksi se često dešava obrnuta situacija. U drugoj varijanti, pravo svojine se štiti tako što se podnosi odgovarajuća tužba stvarno i mesno nadležnom sudu sa zahtevom da se pravo zaštiti.

### Prestanak prava svojine
Pravo svojine može da prestane kad drugo lice stekne pravo svojine na istoj stvari, napuštanjem stvari (derlikcija), propast stvari i u drugim slučajevima koje eventualno propisuje zakon.

## Spoljašnje veze
- Zakon o stvarno-pravnim odnosima SFRJ
- Zakon o stvarno-pravnim odnosima Republike Crne Gore Архивирано на веб-сајту  (22. новембар 2015)